# Fantaghirò (miniserie televisiva)
Fantaghirò è una miniserie televisiva di genere fantastico del 1991 diretta da Lamberto Bava. Si ispira alla fiaba Fanta-Ghirò, persona bella contenuta nelle Fiabe italiane raccolte da Italo Calvino, rielaborazione di una novella montalese inserita da Gherardo Nerucci nelle Sessanta novelle popolari montalesi, edite nel 1880.
È la prima miniserie che fa parte del franchise di Fantaghirò.
È stato trasmesso per la prima volta da Canale 5 in due parti da 100 minuti ciascuna, il 22 e 23 dicembre 1991.
Per molti anni, tutte le serie sono state replicate durante il periodo natalizio.

## Trama

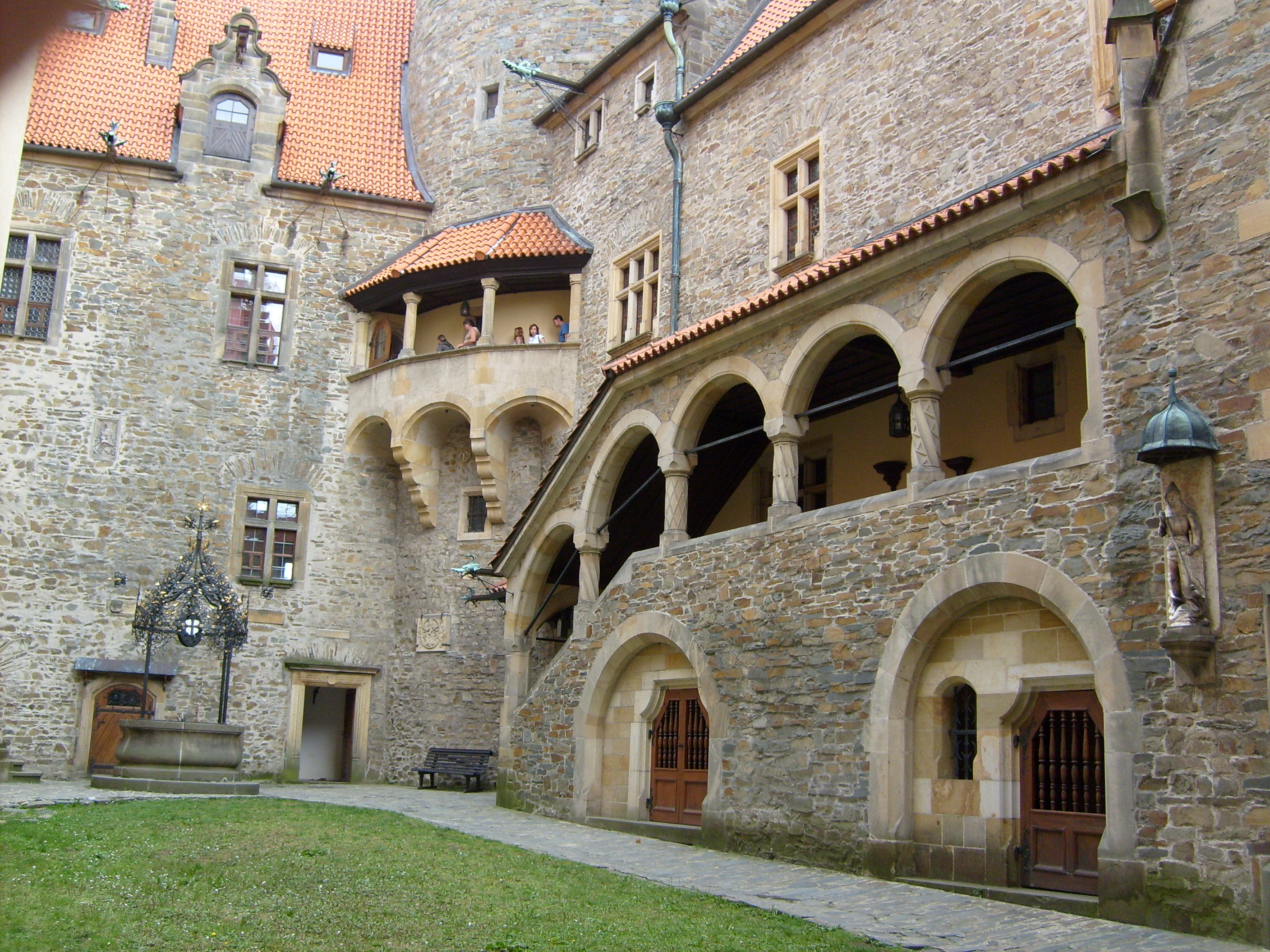
Il pozzo

### L'antefatto e l'infanzia
In un medioevo immaginario e pagano, due regni si affrontano da secoli in una guerra estenuante, senza che nessuno dei due riesca a prevalere. In uno di questi due regni, la regina, che ha già dato alla luce due bambine, muore dopo aver partorito una terza creatura. Il re attende un erede maschio, ma, come profetizzato dall'oracolo del regno, la Strega Bianca, nasce una terza femmina. Deluso, il re tenta di sacrificare la bambina alla Sacra Bestia nella Grotta della Rosa d'Oro. Un fulmine scagliato dalla Strega Bianca, però, distrugge la spada con cui il re stava per uccidere la bambina. La piccola è dunque ricondotta al castello e viene chiamata Fantaghirò. Crescendo, Fantaghirò si rivela subito un maschiaccio, e insiste nel volersi occupare di faccende che nel regno vengono riservate solo agli uomini, fra cui la lettura e l'uso delle armi. La ragazza così è oggetto di scherno continuo da parte delle sorelle ed è sottoposta a disumane punizioni, come l'isolamento nel fondo di un pozzo.

### L'esilio e l'incontro con Romualdo
Giunte a maturità, le sorelle sviluppano virtù tipicamente femminili, come la bellezza in Carolina e la saggezza in Caterina, mentre Fantaghirò persiste nel suo comportamento ribelle. L'intemperanza di Fantaghirò torna a manifestarsi quando le tre sorelle vengono promesse a tre principi sconosciuti, di cui la protagonista rifiuta l'anello di fidanzamento scatenando l'ira del padre. Per questa ragione viene bandita dal castello e trova rifugio nella foresta, dove presso un fiume incontra il Cavaliere Bianco che le fa da maestro di scherma e di vita: sviluppa l'abilità nel maneggiare le armi e la destrezza di un'amazzone. Istigata dal Cavaliere Bianco, Fantaghirò scocca una freccia verso il sole, ma questa finisce per sfiorare Romualdo, il giovane re del regno nemico, il quale passava là vicino. Romualdo, temendo un agguato, oltrepassa il confine del suo regno per inseguire Fantaghirò. La fanciulla fugge e Romualdo riesce solo ad intravederne lo sguardo, e tanto basta ad entrambi per innamorarsi. Esortato dalla Strega Bianca, Romualdo smette di cercare Fantaghirò nella foresta e torna al suo castello, dove indirà un proclama reale per cui tutte le donne dovranno presentarsi al cospetto del re soltanto con gli occhi scoperti, sperando di ritrovare la fanciulla del bosco in una donna del suo regno.

### La servitù e l'incontro con l'oca

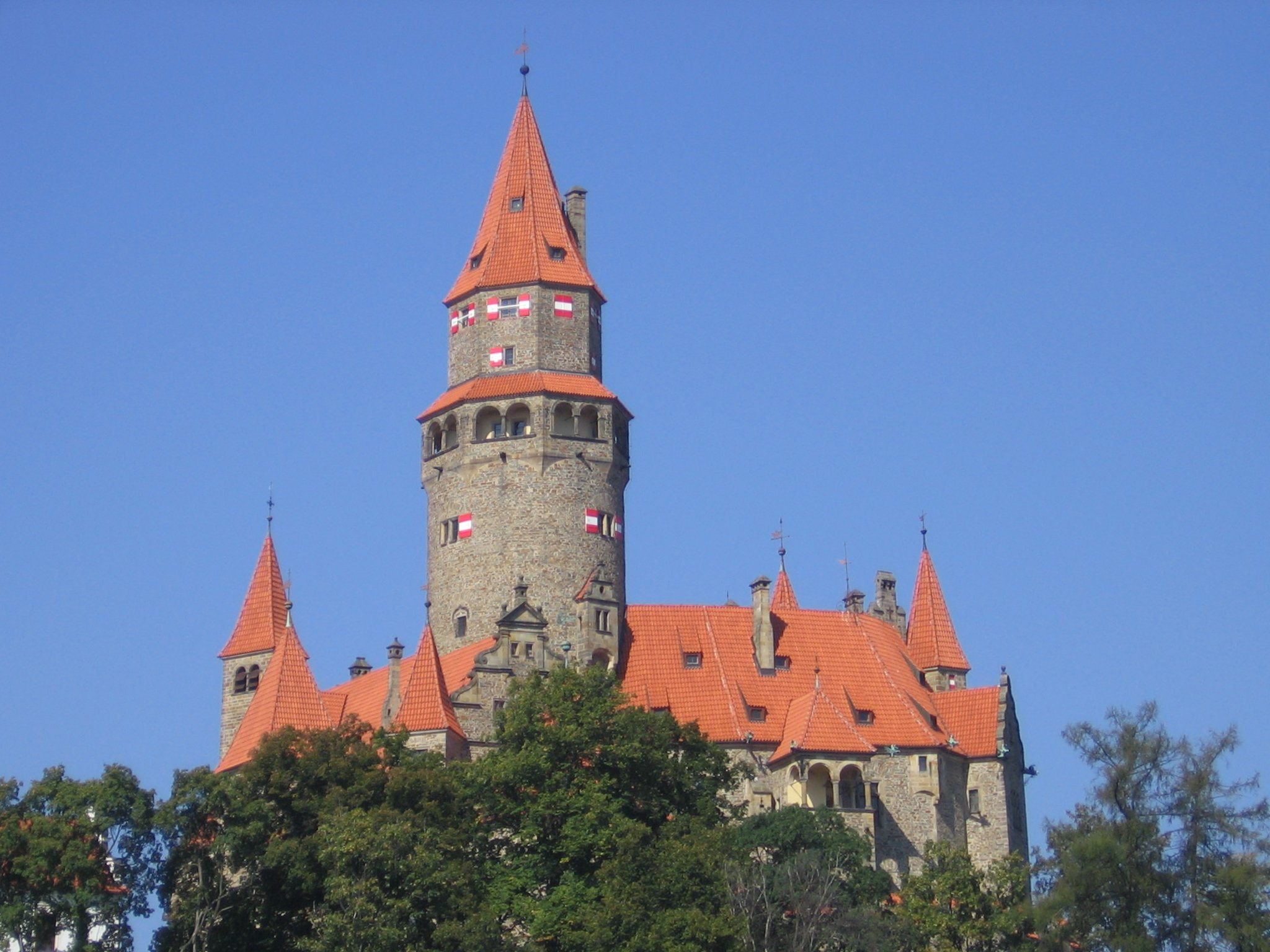
Il castello di Fantaghirò (Bouzov nella Repubblica Ceca)

Giunto il momento di sposarsi, Fantaghirò torna al castello del padre. Le tre sorelle scoprono di essere state destinate a dei principi orrendi e misogini che Fantaghirò insulta, mandando a monte i piani del padre e i matrimoni programmati. Come punizione viene spedita nelle cucine per vivere come sguattera. Là incontra un'oca parlante con cui condividerà parte della sua avventura. Intanto la guerra è sempre più cruenta e la popolazione dei due regni è stremata da carestie e povertà. Romualdo offre al re padre di Fantaghirò la possibilità di un singolo duello il cui vincitore sarà anche il sovrano di entrambi i regni. Il re, che teme una sconfitta perché troppo anziano per affrontare il giovane Romualdo, implora il consiglio della Strega Bianca, la quale gli preannuncia che una delle sue figlie potrà vincere il duello. La profezia è ascoltata anche da Fantaghirò che, sotto consiglio dell'oca, si era coricata sotto il letto del padre, per ascoltare il suo destino. Ella convince così Caterina e Carolina a vestire da cavalieri e a mettersi in marcia per partecipare al duello.

### La partenza per il duello
Per mascherarsi da uomo Fantaghirò si taglia i capelli come un cavaliere e parte con le due sorelle per il regno di Romualdo, con il nome di conte di Valdoca, in omaggio all'oca che ha conosciuta da serva. A metà strada Carolina e Caterina sono stremate e vengono scacciate da Fantaghirò. In un secondo momento lei stessa vorrebbe mollare e va incontro alle sorelle in ritorno verso casa. Esse però la rimandano all'accampamento incoraggiandola con buone parole. Per la strada incontra tre cavalieri, Romualdo e i suoi amici Ivaldo e Cataldo con cui si scontra per i diritti di passaggio in un valico. Fantaghirò dapprima sconfigge uno dei tre cavalieri ma poi per un intervento magico dell'oca inciampa e viene atterrata. Romualdo seguendo il codice cavalleresco non la uccide, perché Fantaghirò, avendo inciampato, non aveva potuto più difendersi. Nel tenderle la mano per aiutarla ad alzarsi Romualdo scopre gli occhi del conte di Valdoca, identici a quelli della fanciulla della foresta di cui è innamorato.

### La grotta della Rosa d'Oro
Confuso dal Conte di Valdoca, Romualdo lo sfida ad una battuta di caccia, invitandolo a portargli come trofeo la Rosa d'Oro, una leggendaria reliquia custodita dalla Sacra Bestia, alla quale in passato la stessa Fantaghirò era stata offerta in sacrificio. Romualdo pensa che, dal momento che la leggenda vuole che la Sacra Bestia mangi solo donne, il Conte di Valdoca rifiuti la sfida per timore e getti la maschera. Fantaghirò però non si lascia intimorire perché, grazie agli insegnamenti del Cavaliere Bianco, sa parlare con gli animali ed è pronta ad affrontare la Bestia. Entrata nella grotta, scopre l'antro in cui è custodito un fiore giallo e carnoso appeso ad una parete: la spelonca altro non è che la bocca della Sacra Bestia, mentre la Rosa d'Oro ne è l'ugola. Fantaghirò riesce a scampare alla Bestia che vorrebbe mangiarla e solleticando il fiore le provoca il solletico: l'animale muore dal ridere e un terremoto richiude per sempre la Grotta della Rosa d'Oro.

### Il duello e il lieto fine

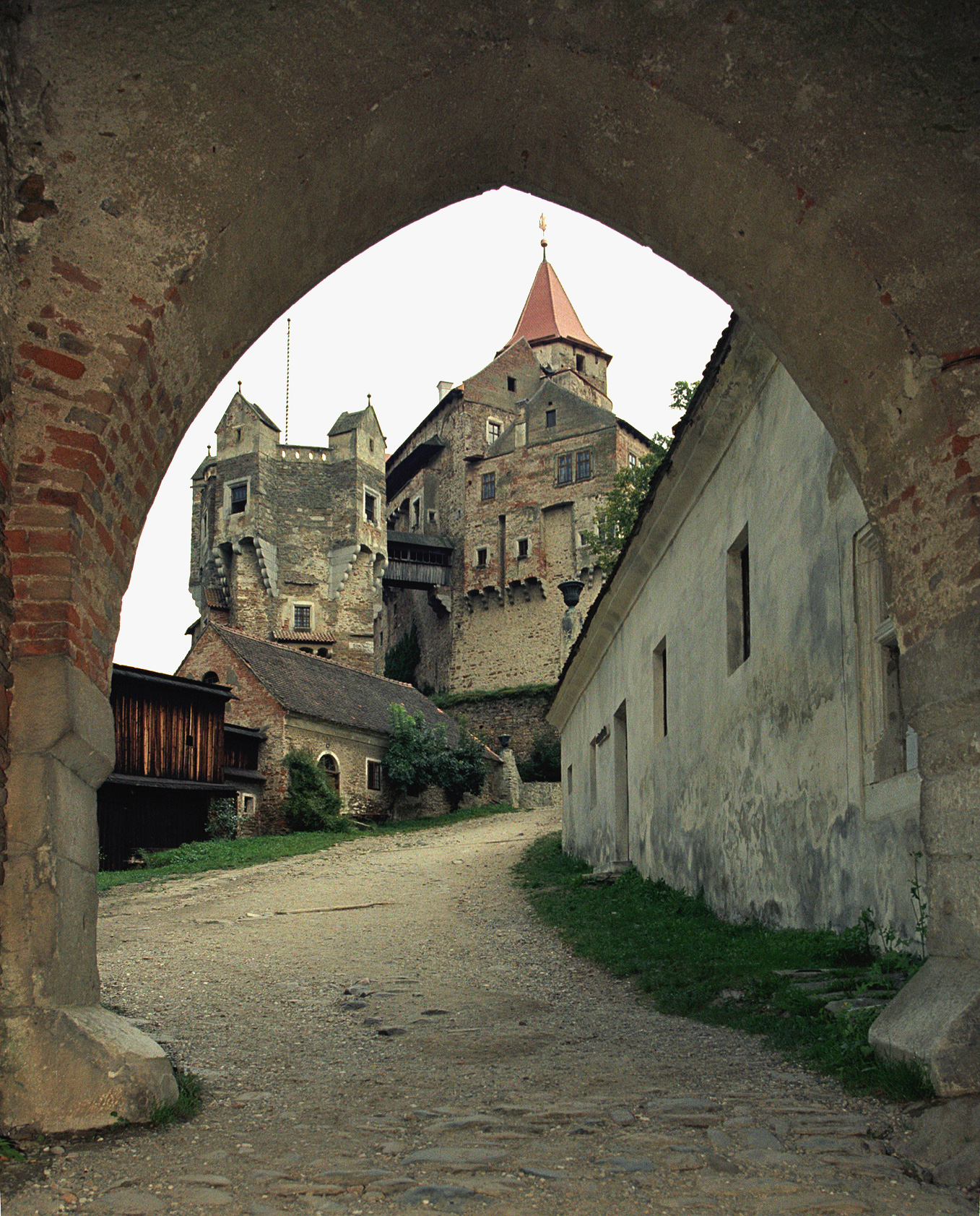
Il castello di Romualdo, Pernštejn

Dopo altri tentativi di smascherare il Conte di Valdoca, Romualdo affronta in duello Fantaghirò e ne è sconfitto. Lei ha dunque l'occasione di ucciderlo e far cessare per sempre la guerra, ma al momento decisivo non trova la forza per farlo perché ne è innamorata. Torna così a casa coperta di vergogna per non aver compiuto fino in fondo il suo dovere, e per punizione viene rinchiusa. Ma Romualdo, lealmente, si presenta lui stesso al re, proclamandosi sconfitto. In risposta il re gli permette di continuare a governare la sua gente, a condizione che sposi una sua figlia tra Caterina e Carolina. Ma Romualdo, che ama Fantaghirò, propone Ivaldo e Cataldo come sposi per le due giovani, che accettano di buon grado. Caterina convince Romualdo a seguirla nella stanza di Fantaghirò, e qui egli la trova vestita da donna, grazie alle arti della Strega Bianca (la quale era in realtà sia il Cavaliere Bianco sia l'oca) e i due si scambiano finalmente un bacio. Un editto finale di Fantaghirò ormai divenuta regina, impone che non si uccidano più le oche nel suo regno.

## Ascolti
Durante la sua prima tv italiana, in onda su Canale 5 il giorno 22 dicembre 1991, è stato il programma più visto della serata con oltre 6,5 milioni di spettatori e una quota di mercato pari al 27,50%.